# Ismaïl Sbaï
Ismaïl Sbaï (Tanger, 6 augustus 1980) is een Marokkaans autocoureur.

## Carrière
Sbaï nam deel aan het Moroccan Circuit Racing Championship tussen 2007 en 2009, waarbij hij de M1-klasse won in 2008.
In 2010 nam Sbaï samen met zijn landgenoten Youssaf El Marnissi en Larbi Tadlaoui deel aan zijn thuisrace in het World Touring Car Championship op het Stratencircuit Marrakesh voor het team Maurer Motorsport in een Chevrolet Lacetti. Sbaï viel uit in de eerste race en kon hierdoor niet starten in de tweede race. El Marnissi startte echter geen van beide races en Tadlaoui verscheen nooit op het circuit door persoonlijke problemen.